# Rebecca Fitoussi
Pour les articles homonymes, voir Fitoussi.
Rebecca Fitoussi est une journaliste, réalisatrice française et autrice de documentaires, née en 1981. Diplômée en médias et multimédias (DEA) à l'IFP (Institut français de presse) et en allemand (licence) à la Sorbonne.

## Parcours
Rebecca Fitoussi officie à Eurosport, puis à LCI en tant qu'assistante d'édition, puis en tant que desk (journaliste chargé du traitement d'une masse d'informations) et enfin en tant que présentatrice joker.
En 2008, à la suite du départ de Claire Barsacq de NT1 pour l'émission Zone interdite sur M6, elle coprésente le magazine Reporters, en compagnie de Thierry Dagiral.
À la suite de la nomination de Christine Kelly, le 24 janvier 2009, au Conseil Supérieur de l'Audiovisuel, Rebecca Fitoussi devient titulaire au JT de LCI et présente LCI Matin Week-End du vendredi au dimanche de 6 h 30 à 10 h avec Jean-Maurice Potier puis depuis 2010 avec Jean-Baptiste Marteau, et rejoint en parallèle NT1.
En septembre 2009, elle devient l'unique présentatrice de Reporters, toujours sur NT1.
À partir de septembre 2012, Rebecca Fitoussi présente, avec Jean-Baptiste Marteau (dans un premier temps), LCI Matin de 6 h à 10 h,.
À partir de septembre 2016, elle présente les journaux dans Le Grand Soir présenté par Julien Arnaud entre 20 et 22 heures.
En septembre 2017, elle présente On Va Plus Loin sur Public Sénat, en succédant à Sonia Mabrouk. Emission qui deviendra "Allons plus loin"
Depuis septembre 2021, elle présente les émissions hebdomadaires "Un monde en doc" et "un monde, un regard" sur Public Sénat.  
Depuis janvier 2022, Rebecca Fitoussi est autrice de documentaires et réalisatrice. En novembre 2022, la chaine Teva (Groupe M6) a diffusé son premier documentaire « Maternité, le grand saut »,,
En décembre 2023, Public Sénat diffuse son 2e documentaire: « Soignants à cœur ouvert » qui traite de la relation de soin de soignants eux-mêmes en souffrance et par conséquent à risque de maltraitance envers les patients du fait de cette souffrance personnelle,,.
En janvier 2024, la chaine Public Sénat diffuse son troisième documentaire « ci et maintenant, au cœur d'une unité de soins palliatifs ». Rebecca Fitoussi a passé plusieurs semaines en immersion dans la maison médicale Jeanne Garnier, à Paris,.